# 莫森角
莫森角（英語：Cape Mawson），是南極洲的海岬，位於帕爾默地，處於沙爾科島東南端，在1929年12月29日由澳大利亞探險家拍攝空中照片和繪入地圖，現時由南極條約體系管理。